# 趙孟頫墓
30°36′25.95″N 120°6′35.37″E / 30.6072083°N 120.1098250°E
赵孟頫墓位于浙江省湖州市德清县洛舍镇东衡村戏台山南，是元朝著名画家、书法家赵孟頫与其妻画家管道昇的合葬墓地。
原墓有圆形墓丘及墓碑，后圮，仅存石马一匹。1992年在距地表深1.5处发现长3米、宽2.6米石板双室墓以及宽达11米的夯筑神道，神道两侧出土石翁仲2尊，石马2匹，均为太湖石质，雕琢精细。

## 保护现状
文革时期遭到大规模破坏。1993年墓地经重新修复后面积达3000平方米，依山而筑，面南向，神道两侧立有石马、石翁仲。1997年8月29日列入浙江省文物保护单位，2013年5月列入第七批全国重点文物保护单位。